# Saeculum
Saeculum – це проміжок часу, приблизно рівний потенційній тривалості життя людини або, що еквівалентно, повному оновленню людської популяції.  

## Передісторія
Спочатку це означало час від моменту певної події (наприклад, заснування міста) до моменту, коли всі люди, які жили на той момент, помирали. У цей момент починався новий saeculum. Згідно з легендою, боги виділили певну кількість секул кожному народові чи цивілізації; етрускам, наприклад, було дано десять секул.
До II століття до нашої ери римські історики використовували термін saeculum для періодизації своїх хронік та відстежувати війни.  За часів правління імператора Августа римляни вирішили, що триваліть saeculum складає 110 років. У 17 році до нашої ери Цезар Август вперше організував Ludi saeculares («вічні ігри»), щоб відсвяткувати «п'ятий секулум Риму».  Август мав на меті пов'язати saeculum з імперською владою. 
Такі імператори, як Клавдій та Септимій Северус, святкували смерть saecula з іграми через нерегулярні проміжки часу. У 248 році Філіпп Араб поєднав Ludi saeculares із 1000-річчям заснування Риму. Нове тисячоліття, в яке вступив Рим, називалося saeculum novum,  термін, який отримав метафізичний відтінок у християнстві, стосуючися мирської епохи (звідси «світська»). 
Римські імператори легітимізували свою політичну владу, посилаючись на saeculum у різних засобах масової інформації, що пов'язувалося із золотим віком імперської слави. У відповідь християнські письменники почали визначати saeculum як посилання на «цей теперішній світ», на відміну від очікування вічного життя у «майбутньому світі». Це призводить до сучасного розуміння слова «світський» як «належності до світу та його справ».
Англійське слово secular (світський), прикметник, що означає щось, що відбувається один раз в еоні, походить від латинського saeculum .  Нащадки латинського saeculum у романських мовах зазвичай означають «століття» (тобто 100 років): французьке siècle,  іспанське siglo,  португальське século,  італійське secolo,  тощо.

## Виноски
1. ↑  . ISBN 978-0-19-938113-5. {{cite encyclopedia}}: Пропущений або порожній |title= (довідка)
2. ↑  Feeney, Denis (2007). Caesar's calendar: ancient time and the beginnings of history. Berkeley: University of California Press. doi:10.1525/california/9780520251199.001.0001. ISBN 978-0-520-25119-9.
3. ↑  Diehl, Ernst (1934). Das saeculum, seine Riten und Gebete: Teil I. Bedeutung und Quellen des saeculum. Die älteren saecula. Rheinisches Museum für Philologie. n.s. 83 (3): 255—272. ISSN 0035-449X. JSTOR 23078470.
4. ↑  Barker, Duncan (1996). 'The Golden Age Is Proclaimed'? The Carmen Saeculare and the Renascence of the Golden Race. The Classical Quarterly. n.s. 46 (2): 434—446. doi:10.1093/cq/46.2.434. ISSN 0009-8388. JSTOR 639800.
5. ↑  Dunning, Susan Bilynskyj (6 червня 2022). The transformation of the saeculum and its rhetoric in the construction and rejection of Roman imperial power. У Faure, Richard (ред.). Conceptions of time in Greek and Roman antiquity (англ.). De Gruyter. doi:10.1515/9783110736076-008. ISBN 978-3-11-073607-6.
6. ↑  Hall, John. F. III (1986). The Saeculum Novum of Augustus and its Etruscan Antecedents. У Haase (ред.). The Saeculum novum of Augustus and its Etruscan Antecedents. Т. 2. с. 2564—2589. doi:10.1515/9783110841671-016. ISBN 978-3-11-084167-1. {{cite book}}: Проігноровано |journal= (довідка)
7. ↑  Diehl, Ernst (1934). Das ʻsaeculumʼ, seine Riten und Gebete: Teil II. Die ʻsaeculaʼ der Kaiserzeit. Ritual und Gebet der Feiern der Jahre 17 v. Chr., 88 und 204 n. Chr. Rheinisches Museum für Philologie. n.s. 83 (4): 348—372. ISSN 0035-449X. JSTOR 23079245.
8. ↑  Dunning, Susan Bilynskyj (6 червня 2022). The transformation of the saeculum and its rhetoric in the construction and rejection of Roman imperial power. У Faure, Richard; Valli, Simon-Pierre; Zucker, Arnaud (ред.). Conceptions of time in Greek and Roman antiquity (англ.). Berlin: De Gruyter. doi:10.1515/9783110736076-008. ISBN 978-3-11-073607-6.
9. ↑  Шаблон:Cite Merriam-Webster
10. ↑  siècle, Wiktionary, the free dictionary (англ.), 29 серпня 2023, процитовано 5 вересня 2023
11. ↑  siglo, Wiktionary, the free dictionary (англ.), 19 серпня 2023, процитовано 5 вересня 2023
12. ↑  século, Wiktionary, the free dictionary (англ.), 17 березня 2023, процитовано 5 вересня 2023
13. ↑  secolo, Wiktionary, the free dictionary (англ.), 11 серпня 2023, процитовано 5 вересня 2023